# سیارک ۲۶۸۹۱
سیارک ۲۶۸۹۱ (به انگلیسی: 26891 Johnbutler، نامگذاری:1995CC2) بیست و شش هزار و هشتصد و نود و یکمین سیارک کشف شده‌است که در ۷ فوریه ۱۹۹۵ کشف شد.